# Dzierzązna Szlachecka
Dzierzązna Szlachecka – wieś w Polsce położona w województwie łódzkim, w powiecie poddębickim, w gminie Zadzim.
| SIMC    | Nazwa     | Rodzaj    |
| ------- | --------- | --------- |
| 1040438 | Falbożyce | część wsi |
| 0720349 | Janin     | część wsi |

W skład sołectwa wchodzą także wsie Budy Jeżewskie, Dąbrówka Szadkowska, Nowy Świat oraz przysiółek Sikory.
W latach 1975–1998 miejscowość administracyjnie należała do województwa sieradzkiego.